# Хольм, Оке
Оке Хольм (швед. Åke Holm, 3 февраля 1909, Норртелье — 7 января 1989, Уппсала) — шведский энтомолог и арахнолог.
Хольм родился в 3 февраля 1909 года в городе Норртелье в семье почтмейстера Карла Хольма. Школьные годы он провел у родственников в Уппсале, где в 1927 году получил аттестат зрелости в Высшем общеобразовательном институте, после чего начал учиться в Упсальском университете, где получил степень кандидата философии в 1932 году, затем лиценциата философии в 1936 году и доктора философии в области зоологии в 1940. В 1947—1975 годах Хольм был первым хранителем и директором университетского зоологического музея. В 1974 году ему было присвоено звание профессора.
Исследования Хольмa были в основном сосредоточены на исследовании фауны шведских гор и Арктики, описании фауны Восточной Африки и эмбрионального развития пауков. В результате исследований было выявлено несколько новых для науки видов паукообразных. Хольм провел несколько исследовательских экспедиций в Абиско и Торнетраск, посетил Шпицберген в 1954 году, Западную Гренландию в 1962 году и Восточную Африку в 1937 и 1964 годах.
Умер 7 января 1989 года в Уппсале и был похоронен на Старом кладбище Уппсалы.

## Автор таксонов
Оке Хольм является автором более чем 30 названий таксонов:
- Aberdaria
- Afroneta
- Afroneta altivaga
- Afroneta basilewskyi
- Afroneta guttata
- Afroneta immaculata
- Afroneta longispinosa
- Afroneta picta
- Afroneta praticola
- Afroneta subfusca
- Arctella
- Bursellia
- Callitrichia taeniata
- Ceratocyba
- Ceratocyba umbilicaris
- Enguterothrix tenuipalpis
- Laminafroneta bidentata
- Laminafroneta brevistyla
- Meioneta alaskensis
- Meioneta gracilipes
- Metaleptyphantes triangulatus
- Metaleptyphantes uncinatus
- Microcyba
- Microcyba leleupi
- Mioxena celisi
- Pelecopsis punctilineata
- Styloctetor benoiti
- Toschia spinosa
- Trachyneta
- Trachyneta extensa
- Wabasso replicatus